# Otomys burtoni
Otomys burtoni is een knaagdier uit het geslacht Otomys dat voorkomt in de bergen van Noordwest-Kameroen. Deze soort is in oudere classificaties als een ondersoort van O. irroratus, O. angoniensis of O. tropicalis gezien, maar verschilt genoeg van andere soorten om als een aparte soort te worden beschouwd. Het is een van de kleinste soorten van het geslacht. De kop-romplengte bedraagt 145 tot 167 mm, de staartlengte 75 tot 84 mm, de achtervoetlengte (c.u.) 29 tot 32 mm, de oorlengte 22 tot 26 mm, het gewicht 71 tot 105 gram en de schedellengte 35,9 tot 38,3 mm.
Otomys anchietae · Otomys angoniensis · Otomys auratus · Otomys barbouri · Otomys burtoni · Otomys cheesmani · Otomys cuanzensis · Otomys dartmouthi · Bergoorrat (Otomys denti) · Otomys dollmani · Otomys fortior · Otomys helleri · Moerasrat (Otomys irroratus) · Otomys jacksoni · Otomys karoensis · Otomys lacustris · Otomys laminatus · Otomys occidentalis · Otomys orestes · Otomys simiensis · Otomys sloggetti · Otomys sungae · Otomys thomasi · Otomys tropicalis · Otomys typus · Otomys unisulcatus · Otomys uzungwensis · Otomys willani · Otomys yaldeni · Otomys zinki